# Room to Breathe
Singles
Room to Breathe est le dernier album studio sorti par ZOEgirl.  Les chansons « About You » et « Scream » furent sorties en tant que singles de radio. Il est de style rock chrétien.

## Pistes
1. Reason to Live
2. Dead Serious
3. About You
4. Scream
5. Forevermore
6. Way You Love Me
7. Let It Out
8. Good Girl
9. Not The One
10. Skin Deep
11. Safe

## Réception
Room to Breathe a reçu un accueil plutôt favorable. Jesus Freak Hideout a donné quatre étoiles à cet album, distant qu'il « est davantage pertinent et audacieux que jamais ». CCM a aussi aimé Room to Breathe, disant qu'il s'agit d'une « collection [de chansons] solide et bien produite ».